# Vlag van Côtes-d'Armor

Vlag van Côtes-d'Armor

De vlag van Côtes-d'Armor is de niet-officiële vlag van het Franse departement Côtes-d'Armor. Net als de meeste andere departementen van Frankrijk heeft Côtes-d'Armor geen officiële vlag, maar wordt de hier rechts afgebeelde vlag op niet-officiële wijze gebruikt. De vlag is afgeleid van het wapen van dit departement.
De vlag bestaat uit een wit veld bezaaid met zwarte hermelijnen, en een blauw grootgetand schildhoofd met drie naar boven gerichte en twee hele en een halve naar beneden gerichte tanden.
Het ontwerp symboliseert de zee en Bretagne, terwijl de driehoeken de kenmerkende kustlijn van het departement voorstelt. De vlag is geïnspireerd op het ontwerp van het wapen dat op 5 augustus 1943 door Robert Louis aan de prefect van de Côtes-du-Nord is voorgesteld, maar ze zijn nooit officieel aangenomen door de Algemene Raad.
Naast deze vlag is er een logovlag in gebruik. Deze vlag is in gebruik sinds 1985, toen hij officieel werd aangenomen door de Algemene Raad van de Côtes d'Armor. Hij wordt gebruikt door verschillende lokale overheden in het departement. Dit logo vertegenwoordigt zowel de kustlijn van het departement als een gestileerde witte meeuw tussen de blauwe zee en het groene land.
Een andere vlag, met een gele rand, is in gebruik sinds de jaren 1980. Hij wordt gebruikt door de stad Saint-Brieuc. De zigzaglijn stelt de kust van het departement voor en de centrale driehoek symboliseert de baai van Saint-Brieuc. De zes hermelijnen in het witte veld symboliseren Bretagne.

Vlag van het hertogdom Bretagne
Logovlag
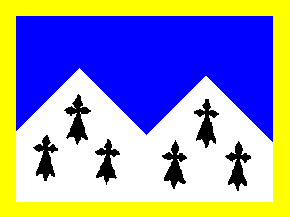
Variant vlag